# Großlohra
Großlohra este o comună din landul Turingia, Germania.